# Timothy Verreycken
Timothy Verreycken (19 oktober 1989) is een Belgisch curlingspeler.

## Carrière
Verreycken startte op zijn 16e met curling. Hij mocht in 2008 België vertegenwoordigen tijdens het Europees kampioenschap voor junioren.
In 2010 maakt hij de overstap naar het Belgisch curlingteam (mannen).
In 2023 nam Verreycken deel aan het Wereldkampioenschap Mixed waar hij samen met zijn team op de vijfde plaats eindigde.
Samen met zijn Team Verreycken is hij vijf keer op rij Belgisch kampioen.